# 刈田郡
- 令制国一覧 > 東山道 > 磐城国 > 刈田郡
- 日本 > 東北地方 > 宮城県 > 刈田郡

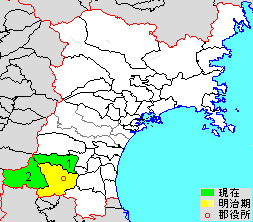
宮城県刈田郡の範囲（1.蔵王町 2.七ヶ宿町）

刈田郡（かったぐん）は、宮城県（陸奥国・磐城国）の郡。
人口11,739人、面積415.92km²、人口密度28.2人/km²。（2025年2月1日、推計人口）
以下の2町を含む。
- 蔵王町（ざおうまち）
- 七ヶ宿町（しちかしゅくまち）

## 郡域
1878年（明治11年）に行政区画として発足した当時の郡域は、上記2町に白石市を加えた区域にあたる。

## 歴史
養老5年（721年）10月に柴田郡のうち南部の苅田郷・篤借郷を割いて、苅田郡として独立させたことにより成立した。平安時代中期（10世紀前半）に成立した『和名類聚抄』によれば、篤借郷・苅田郷・坂田郷・三田郷の四郷が置かれていたとある。
鎌倉時代以降は奥州藤原氏の一族と称する白石氏（刈田氏）が刈田郡の中心勢力となる。白石氏は伊達政依の子・宗弘を養子に迎えるなど、早くから南隣の伊達氏との関係が深かったこともあり、刈田郡内には伊達氏の影響が強く及んでいた。戦国時代には伊達稙宗の勢力拡大に従って白石氏をはじめとする刈田郡内の諸勢力はその傘下に組み込まれ、以後は伊達氏の部将として活動するも、天正14年（1586年）に白石城主・白石宗実が伊達政宗により安達郡宮森城に移され、白石氏は刈田郡を去ることになった。
天正18年（1590年）、政宗は豊臣秀吉に降伏。同年の奥州仕置で刈田郡は伊達領と確定され、引き続き領有を許されたものの、翌天正19年（1591年）には政宗による葛西大崎一揆煽動工作が露見したため伊達氏は岩出山城へ減転封され、刈田郡は長井・信夫・伊達・田村・安達の各郡と共に会津の蒲生氏郷に与えられた。慶長3年（1598年）には蒲生氏に代わって会津に入封した上杉景勝の領地となったが、慶長5年（1600年）の関ヶ原の戦いに際して徳川家康から刈田郡を含む上記の旧領六郡の自力回復を許された政宗が、白石城をはじめとする刈田郡内の諸城を上杉氏から奪還し、刈田郡は仙台藩領となった。政宗は慶長7年（1602年）に重臣・片倉景綱を白石城主とし、藩境西南の固めを任せた。白石城は一国一城令の例外として扱われ、以後幕末に至るまで代々片倉氏が城主を務めた。江戸時代を通じて郡の過半は片倉氏の知行地であった。
明治元年（1868年）仙台藩が戊辰戦争に敗北すると、刈田郡は没収され、同年12月12日（西暦では翌1869年1月）に盛岡藩から移された南部利恭の領地となったが、半年後に南部氏は盛岡へと復帰した。

### 近代以降の沿革
- 幕末時点では陸奥国に所属し、全域が仙台藩領であった。「旧高旧領取調帳」に記載されている明治初年時点に存在した村は以下の通り。（33村）

白石本郷、蔵本村、森合村、長袋村、八宮村、郡山村、鷹巣村、坂谷村、中目村、斎川村、越河村、五賀村、平村、三沢村、犬卒都婆村、小奥村、内親村、小下倉村、深谷村、宮村、曲竹村、矢附村、塩沢村、円田村、平沢村、小原村、関村、滑津村、渡瀬村、湯原村、大町村、小村崎村、津田村
- 明治元年
  - 9月24日（1868年11月8日） - 仙台藩主伊達慶邦が官軍に降伏。28万石に減封となる。
  - 12月7日（1869年1月19日） - 陸奥国が分割され、本郡は岩代国の所属となる。
  - 12月24日（1869年2月5日） - 白石城に転封された白石藩主南部氏（旧盛岡藩主）の所領となる。
- 明治2年
  - 8月7日（1869年9月12日） - 南部氏の盛岡復帰にともない、旧白石藩領を以て白石県を設置。
  - 11月27日（1869年12月29日） - 白石県が角田県に改称。
  - 12月8日（1870年1月7日） - 伊具郡と共に磐城国の所属に変更される。
- 明治4年11月2日（1871年12月13日） - 第1次府県統合により仙台県（第2次）の管轄となる。
- 明治5年
  - 1月8日（1872年2月16日） - 仙台県（第2次）が宮城県に改称。
  - 4月9日（1872年6月10日） - 大区小区制の施行により、宮城県第17大区となる。

| 宮城県第17大区（全11小区。刈田郡のみ） | 宮城県第17大区（全11小区。刈田郡のみ）       |
| 小区                                   | 所属村                                       |
| -------------------------------------- | -------------------------------------------- |
| 小1区                                  | 白石本郷                                     |
| 小2区                                  | 郡山村・大町村・鷹巣村・三沢村               |
| 小3区                                  | 犬卒塔婆村・内親村・小奥村・津田村・小下倉村 |
| 小4区                                  | 越河村・五賀村・平村                         |
| 小5区                                  | 斎川村・坂合村・中目村                       |
| 小6区                                  | 森合村・蔵本村・長袋村                       |
| 小7区                                  | 深谷村・八宮村                               |
| 小8区                                  | 宮村・曲竹村・矢附村                         |
| 小9区                                  | 円田村・小村崎村・塩沢村・平沢村             |
| 小10区                                 | 小原村                                       |
| 小11区                                 | 関村・渡瀬村・滑津村・湯原村                 |

- 明治7年（1874年）4月 - 区の再編により、柴田郡と共に宮城県第9大区となる。

| 宮城県第9大区（全12小区。柴田郡・刈田郡7～12） | 宮城県第9大区（全12小区。柴田郡・刈田郡7～12）                     |
| 小区                                           | 所属村                                                             |
| ---------------------------------------------- | ------------------------------------------------------------------ |
| 小7区                                          | 大町村・鷹巣村・三沢村・犬卒塔婆村・内親村・小奥村・津田村・坂合村 |
| 小8区                                          | 白石本郷・郡山村・小下倉村・蔵本村                                 |
| 小9区                                          | 斎川村・中目村・森合村・越河村・五賀村・平村                       |
| 小10区                                         | 宮村・曲竹村・長袋村・深谷村・八宮村                               |
| 小11区                                         | 円田村・小村崎村・塩沢村・平沢村・矢附村                           |
| 小12区                                         | 小原村・関村・渡瀬村・滑津村・湯原村                               |

- 明治9年（1876年）
  - 4月22日 - 磐前県に移管される。
  - 8月21日 - 第2次府県統合により宮城県に復帰する。
  - 11月 - 区の再編により、柴田郡・伊具郡・亘理郡と共に宮城県第1大区となる。

| 宮城県第1大区（全9小区。刈田郡1～2・柴田郡・伊具郡・亘理郡） | 宮城県第1大区（全9小区。刈田郡1～2・柴田郡・伊具郡・亘理郡）                                                                                     |
| 小区                                                         | 所属村 |
| ------------------------------------------------------------ | --- |
| 小1区                                                        | 白石本郷・郡山村・大町村・鷹巣村・三沢村・犬卒塔婆村・斎川村・坂合村・中目村・森合村・越河村・五賀村・平村・小原村・関村・渡瀬村・滑津村・湯原村 |
| 小2区                                                        | 宮村・内親村・小奥村・津田村・小下倉村・蔵本村・長袋村・深谷村・八宮村・円田村・小村崎村・塩沢村・平沢村・曲竹村・矢附村                         |

- 明治11年（1878年）10月21日 - 郡区町村編制法の宮城県での施行により、行政区画としての刈田郡が発足。「柴田刈田郡役所」が柴田郡大河原村に設置され、同郡とともに管轄。同日大区小区制廃止。

### 町村制施行以後の沿革

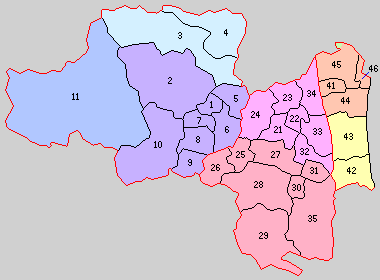
1.白石町 2.福岡村 3.宮村 4.円田村 5.白川村 6.大鷹沢村 7.大平村 8.斎川村 9.越河村 10.小原村 11.七ヶ宿村 （紫：白石市 水色：蔵王町 青：合併なし。21 - 35は伊具郡 41 - 46は亘理郡）

- 明治22年（1889年）4月1日 - 町村制の施行により、以下の町村が発足[1]。特記以外は現・白石市。（1町10村）
  - 白石町 ← 白石本郷、郡山村、鷹巣村〔里前〕
  - 福岡村 ← 蔵本村、長袋村、深谷村、八宮村
  - 宮村（単独村制。現・蔵王町）
  - 円田村 ← 円田村、小村崎村、塩沢村、平沢村、曲竹村、矢附村（現・蔵王町）
  - 白川村 ← 津田村、犬卒都婆村、内親村、小奥村、小下倉村
  - 大鷹沢村 ← 大町村、三沢村、鷹巣村［山内］
  - 大平村 ← 坂谷村、中目村、森合村
  - 斎川村（単独村制）
  - 越河村 ← 越河村、五賀村、平村
  - 小原村（単独村制）
  - 七ヶ宿村 ← 関村、渡瀬村、滑津村、湯原村（現・七ヶ宿町）
- 明治27年（1894年）4月1日 - 郡制を施行。郡役所が白石町に設置。
- 大正12年（1923年）4月1日 - 郡会が廃止。郡役所は存続。
- 大正15年（1926年）
  - 4月1日 - 白川村の一部（大字小下倉）が白石町に編入。
  - 7月1日 - 郡役所が廃止。以降は地域区分名称となる。
- 昭和10年（1935年）時点での当郡の面積は701.80平方km、人口は51,175人（男25,417人・女25,758人）[2]。
- 昭和29年（1954年）4月1日 - 白石町・大平村・大鷹沢村・福岡村・白川村・越河村・斎川村が合併して白石市が発足し、郡より離脱。（4村）
- 昭和30年（1955年）4月1日 - 円田村・宮村が合併して蔵王町が発足。（1町2村）
- 昭和32年（1957年）
  - 3月31日 - 小原村が白石市に編入。（1町1村）
  - 4月1日 - 七ヶ宿村が町制施行して七ヶ宿町となる。（2町）

### 変遷表
| 明治22年以前 | 明治22年以前 | 明治22年4月1日 町村制施行 | 明治22年 - 大正15年                           | 昭和元年 - 昭和29年 | 昭和30年 - 昭和64年              | 平成元年 - 現在 | 現在     |
| ------------ | ------------ | ------------------------- | --------------------------------------------- | ------------------- | -------------------------------- | --------------- | -------- |
| 大町村       | 大町村       | 大鷹沢村                  | 大鷹沢村                                      | 大鷹沢村            | 昭和29年4月1日 白石市            | 白石市          | 白石市   |
| 三沢村       |              | 大鷹沢村                  | 大鷹沢村                                      | 大鷹沢村            | 昭和29年4月1日 白石市            | 白石市          | 白石市   |
| 鷹巣村       | （山内）     | 大鷹沢村                  | 大鷹沢村                                      | 大鷹沢村            | 昭和29年4月1日 白石市            | 白石市          | 白石市   |
| 鷹巣村       | （里前）     | 白石町                    | 白石町                                        | 白石町              | 昭和29年4月1日 白石市            | 白石市          | 白石市   |
| 白石本郷     |              | 白石町                    | 白石町                                        | 白石町              | 昭和29年4月1日 白石市            | 白石市          | 白石市   |
| 郡山村       |              | 白石町                    | 白石町                                        | 白石町              | 昭和29年4月1日 白石市            | 白石市          | 白石市   |
| 小下倉村     | 小下倉村     | 白川村                    | 大正15年3月29日 白石町に編入                  | 白石町              | 昭和29年4月1日 白石市            | 白石市          | 白石市   |
| 津田村       | 津田村       | 白川村                    | 大正15年3月29日 旧・小下倉村域を 白石町へ編入 | 白川村              | 昭和29年4月1日 白石市            | 白石市          | 白石市   |
| 犬卒塔婆村   |              | 白川村                    | 大正15年3月29日 旧・小下倉村域を 白石町へ編入 | 白川村              | 昭和29年4月1日 白石市            | 白石市          | 白石市   |
| 内親村       |              | 白川村                    | 大正15年3月29日 旧・小下倉村域を 白石町へ編入 | 白川村              | 昭和29年4月1日 白石市            | 白石市          | 白石市   |
| 小奥村       |              | 白川村                    | 大正15年3月29日 旧・小下倉村域を 白石町へ編入 | 白川村              | 昭和29年4月1日 白石市            | 白石市          | 白石市   |
| 坂合村       | 坂合村       | 大平村                    | 大平村                                        | 大平村              | 昭和29年4月1日 白石市            | 白石市          | 白石市   |
| 中目村       |              | 大平村                    | 大平村                                        | 大平村              | 昭和29年4月1日 白石市            | 白石市          | 白石市   |
| 森合村       |              | 大平村                    | 大平村                                        | 大平村              | 昭和29年4月1日 白石市            | 白石市          | 白石市   |
| 越河村       | 越河村       | 越河村                    | 越河村                                        | 越河村              | 昭和29年4月1日 白石市            | 白石市          | 白石市   |
| 五賀村       |              | 越河村                    | 越河村                                        | 越河村              | 昭和29年4月1日 白石市            | 白石市          | 白石市   |
| 平村         |              | 越河村                    | 越河村                                        | 越河村              | 昭和29年4月1日 白石市            | 白石市          | 白石市   |
| 蔵本村       | 蔵本村       | 福岡村                    | 福岡村                                        | 福岡村              | 昭和29年4月1日 白石市            | 白石市          | 白石市   |
| 長袋村       |              | 福岡村                    | 福岡村                                        | 福岡村              | 昭和29年4月1日 白石市            | 白石市          | 白石市   |
| 深谷村       |              | 福岡村                    | 福岡村                                        | 福岡村              | 昭和29年4月1日 白石市            | 白石市          | 白石市   |
| 八宮村       |              | 福岡村                    | 福岡村                                        | 福岡村              | 昭和29年4月1日 白石市            | 白石市          | 白石市   |
| 斎川村       | 斎川村       | 斎川村                    | 斎川村                                        | 斎川村              | 昭和29年4月1日 白石市            | 白石市          | 白石市   |
| 小原村       | 小原村       | 小原村                    | 小原村                                        | 小原村              | 昭和32年3月31日 白石市に編入     | 白石市          | 白石市   |
| 円田村       | 円田村       | 円田村                    | 円田村                                        | 円田村              | 昭和30年4月1日 蔵王町            | 蔵王町          | 蔵王町   |
| 小村崎村     |              | 円田村                    | 円田村                                        | 円田村              | 昭和30年4月1日 蔵王町            | 蔵王町          | 蔵王町   |
| 塩沢村       |              | 円田村                    | 円田村                                        | 円田村              | 昭和30年4月1日 蔵王町            | 蔵王町          | 蔵王町   |
| 平沢村       |              | 円田村                    | 円田村                                        | 円田村              | 昭和30年4月1日 蔵王町            | 蔵王町          | 蔵王町   |
| 曲竹村       |              | 円田村                    | 円田村                                        | 円田村              | 昭和30年4月1日 蔵王町            | 蔵王町          | 蔵王町   |
| 矢附村       |              | 円田村                    | 円田村                                        | 円田村              | 昭和30年4月1日 蔵王町            | 蔵王町          | 蔵王町   |
| 宮村         | 宮村         | 宮村                      | 宮村                                          | 宮村                | 昭和30年4月1日 蔵王町            | 蔵王町          | 蔵王町   |
| 関村         | 関村         | 七ヶ宿村                  | 七ヶ宿村                                      | 七ヶ宿村            | 昭和32年4月1日 町制施行 七ヶ宿町 | 七ヶ宿町        | 七ヶ宿町 |
| 渡瀬村       |              | 七ヶ宿村                  | 七ヶ宿村                                      | 七ヶ宿村            | 昭和32年4月1日 町制施行 七ヶ宿町 | 七ヶ宿町        | 七ヶ宿町 |
| 滑津村       |              | 七ヶ宿村                  | 七ヶ宿村                                      | 七ヶ宿村            | 昭和32年4月1日 町制施行 七ヶ宿町 | 七ヶ宿町        | 七ヶ宿町 |
| 湯原村       |              | 七ヶ宿村                  | 七ヶ宿村                                      | 七ヶ宿村            | 昭和32年4月1日 町制施行 七ヶ宿町 | 七ヶ宿町        | 七ヶ宿町 |

## 行政
柴田・刈田郡長
| 代 | 氏名     | 就任年月日                | 退任年月日                | 備考                |
| -- | -------- | ------------------------- | ------------------------- | ------------------- |
| 1  | 富田広信 | 明治12年（1879年）2月13日 | 明治27年（1894年）3月31日 | 廃官 柴田郡長へ転任 |

刈田郡長
| 代 | 氏名       | 就任年月日                 | 退任年月日                 | 備考               |
| -- | ---------- | -------------------------- | -------------------------- | ------------------ |
| 1  | 遊佐正人   | 明治27年（1894年）4月1日   |                            |                    |
| 2  | 佐藤文衛   | 明治31年（1898年）12月26日 | 明治35年（1902年）9月2日   |                    |
| 3  | 坂元蔵之允 | 明治35年（1902年）9月2日   | 明治36年（1903年）5月8日   |                    |
| 4  | 近藤晋二郎 | 明治36年（1903年）5月8日   | 明治37年（1904年）12月23日 |                    |
| 5  | 伊地知靖臣 | 明治37年（1904年）12月23日 |                            |                    |
| 6  | 向田幸蔵   | 明治44年（1911年）5月18日  |                            |                    |
| 7  | 北畠保治   | 大正5年（1916年）7月13日   |                            |                    |
| 8  | 卯埜正路   | 大正9年（1920年）12月27日  |                            |                    |
| 9  | 佐藤静治   | 大正11年（1922年）4月12日  |                            |                    |
| 10 | 北川嘉七   | 大正12年（1923年）2月28日  |                            | 任期途中、郡会廃止 |
| 11 | 清水恵周   | 大正13年（1924年）12月15日 |                            |                    |